# Johann Wilhelm Pfaff
Johann Wilhelm Andreas Pfaff (født 5. december 1774 i Stuttgart, død 26. juni 1835 sammesteds) var en tysk astronom. Han var bror til Johann Friedrich og Christoph Heinrich Pfaff samt far til Hans og Friedrich Pfaff.
Pfaff blev professor i ren og anvendt matematik successivt i Dorpat 1803, Nürnberg 1809, Würzburg 1817 og Erlangen 1818. Han forfattede adskillige skrifter og afhandlinger i astronomi og fysik men også i astrologi, blandt andet Der Voltaismus (1803), Astrologie (1816) og Wilhelm Herschels Entdeckungen (1828).